# يوم لفة القرفة
يوم لفائف القرفة أو يوم كعكة القرفة ((بالسويدية: kanelbullens dag)‏، (بالفنلندية: korvapuustipäivä)‏) (بالانجليزية: Cinnamon Roll Day) يصادف يوم 4 أكتوبر من كل عام. و هو يوم سنوي تم استحداثه لاسباب تسويقية في السويد وفنلندا، والذي اطلق عام 1999 م من قبل كيث جارديستيدت. كانت كيث في ذلك الوقت مديرة مشروع لمجلس الخبز المنزلي والذي كان تاريخيًا مجموعة تجارية تدعمها الشركات المصنعة للخميرة والدقيق والسكر والسمن النباتي وتدعمها الآن العلامة التجارية دانسوكر للسكر.

## الدور الثقافي
الغرض من الاحتفال هو زيادة الاهتمام بتقاليد الخبز السويدية، مع التركيز بشكل خاص على كعك القرفة، وزيادة استهلاك الخميرة والدقيق والسكر والسمن. ويُروج لهذا اليوم من خلال اللافتات الإعلانية في المحلات التجارية والمقاهي. تحتفل متاجر شركة إيكيا في جميع أنحاء العالم أيضًا في كل عام بهذا اليوم من خلال تقديم عروض ترويجية لكعك القرفة في شهر أكتوبر. يُعرض كعك القرفة أيضًا في المناسبات المجتمعية بين السويديين في نيوزيلندا وفي كنيسة السويد في الخارج.
معظم احتفالات الطعام الرسمية هي أحداث صغيرة لا تحظى باهتمام كبير، لكن تبنِّي السويد ليوم لفائف القرفة كان شائع بشكل غير عادي. وفقًا لعالم الأعراق السويدي جوناس إنجمان، ترجع الشعبية جزئيًا إلى أزمة الهوية القومية، الأمر الذي جعل الناس يقدرون الأشياء التي تذكرهم بالسمات الإيجابية من السنوات الماضية.

## تاريخ
يُحتفل بيوم لفائف القرفة في 4 أكتوبر؛ لأن مجلس الخبز المنزلي لم يرغب في أن يتنافس هذا اليوم مع تقاليد الطعام الأخرى، مثل كعك السملا الحلو، الذي يُقدم في السويد في يوم الثلاثاء البدين. وفي السويد، يُحتَفَل باليوم العالمي للطفل في أول يوم اثنين من شهر أكتوبر. «كانت الفكرة في يوم لفائف القرفة هي أنه سيكون يوم للتفكير».

## روابط خارجية
- موقع يوم كعكة القرفة kanelbullensdag.se
- تاريخ يوم كعكة القرفة